# Travisia fusiformis
Travisia fusiformis är en ringmaskart som beskrevs av Kudenov 1975. Travisia fusiformis ingår i släktet Travisia och familjen Opheliidae. Inga underarter finns listade i Catalogue of Life.